# LaSalle National Bank Building
Het LaSalle National Bank Building, voorheen Field Building, is een wolkenkrabber in Chicago, Verenigde Staten. Het gebouw staat op 135 South LaSalle Street.
Onder andere het Rookery Building, het Kluczynski Federal Building, het Roanoke Building, de Chase Tower en het Chicago Board of Trade Building staan in de buurt van het LaSalle Bank Building.

## Geschiedenis
Vroeger stond op het westelijke deel van de kavel van het gebouw het Home Insurance Building, dat als de eerste wolkenkrabber ter wereld wordt gezien. In 1931 begon de bouw van het kantoorgebouw. In 1934 werd het gebouw opgeleverd, om op 9 februari 1994 tot een Chicago Landmark benoemd te worden.
Een belangrijke gebruiker van het gebouw was LaSalle Bank. Deze bank werd in 1979 door de Algemene Bank Nederland overgenomen.
Op 6 december 2004 brak er brand uit op de 29e verdieping van het gebouw. Het vuur brandde gedurende vijf uur, waarbij het de 30e verdieping bereikte. Niemand raakte hierbij gewond. Op 20 december 2004 mocht men voor het eerst weer terug het gebouw in. Maar slechts op de onderste verdiepingen.

## Ontwerp
Het LaSalle Bank Building is 163,07 meter hoog en telt 45 verdiepingen. Het gebouw is door Graham, Anderson, Probst & White in art-decostijl ontworpen en heeft een kalkstenen gevel. Het gebouw bevat kantoren en winkels. De gevel van het gebouw bevat geen ornamenten, waardoor deze kaal is voor de art-decostijl van het gebouw.